# Carl Edvard Kindblad
Sven Carl Evert "Carl Edvard" Kindblad, född 11 juli 1807 i Stockholm, död 22 juni 1892 i Jönköping, var en svensk ordboksförfattare.
Kindblad var protokollsekreterare 1861-72. Han nedlade ett mångårigt och uppoffrande arbete som efter ett försök 1840 utmynnade i Ordbok öfver svenska språket (3 band, 1867-72), dock avbruten vid artikeln Gradvis. Arbetet var, till skillnad från tidigare svenska av samma slag, rikligt försedd med språkprov av namngivna författare. Kindblad utgav även läroböcker i historia.